# Silke von Bremen

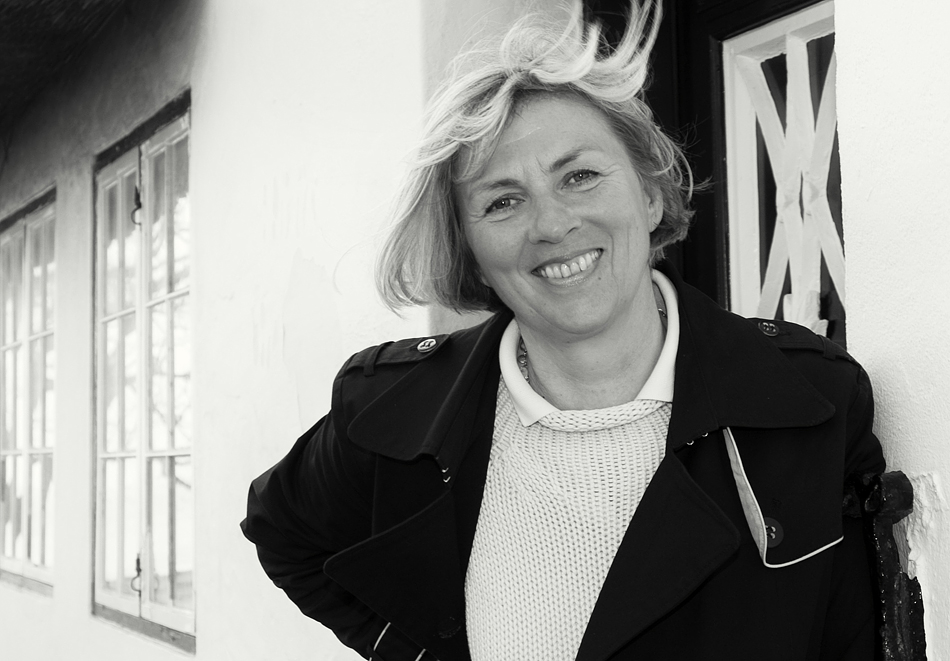
Silke von Bremen (Sylt, 2010)

Silke von Bremen (* 29. Dezember 1959 in Stade) ist Diplomgeografin, lebt und arbeitet auf Sylt als Reiseschriftstellerin und Gästeführerin.

## Leben
Silke von Bremen ist auf einem Obsthof in Steinkirchen (Altes Land) aufgewachsen. Während des Studiums an der Christian-Albrechts-Universität zu Kiel lernte sie ihren Mann, den Sylter Fotografen Hans Jessel, kennen und zog mit ihm 1989 auf die Insel. Sie arbeitet als freiberufliche Gästeführerin, betätigt sich als Heimatforscherin und veröffentlicht regelmäßig Texte und Bücher über Sylt.

## Schriften
- zusammen mit Hans Jessel: Azoren-Handbuch. Conrad Stein, Kiel 1988, ISBN 3-9229-6555-5.
- zusammen mit Hans Jessel: Madeira-Handbuch. Conrad Stein, Kiel 1992, ISBN 3-8939-2022-6.
- Mehr wissen über Keitum: ein Friesendorf auf Sylt. Wachholtz, Neumünster 1996, ISBN 3-5290-5002-4.
- Mehr wissen über Wenningstedt, Braderup auf Sylt: Geschichte, Spaziergänge, Radtour, Infoteil, Chronik . Wachholtz, Neumünster 2000, ISBN 978-3529050039.
- Mehr wissen über Rantum und Hörnum: der Süden von Sylt: Geschichte, Spaziergänge, Radtour, Chronik, Infoteil, Ortsteile. Wachholtz, Neumünster 2003, ISBN 3-5290-5005-9.
- St. Severin – Audioguide. Selbstverlag, 2004.
- 365 Tage Sylt. Fackelträger, Köln, 2007, ISBN 978-3771643423.
- Sylt: 150 Fragen und Antworten. Moses, Kempen 2009, ISBN 978-3897774797.
- Gebrauchsanweisung für Sylt. Piper, München 2010, ISBN 978-3492276009. Neufassung 2022 erschienen

- Sylt: Reisen mit Insider-Tipps. 14. Auflage, MairDumont, Ostfildern 2012, ISBN 978-3-8297-2624-5.
- Stumme Zeit, Roman, Dörlemann, Zürich 2024, ISBN 978-3-0382-0137-3.